# Uwe Ritzer

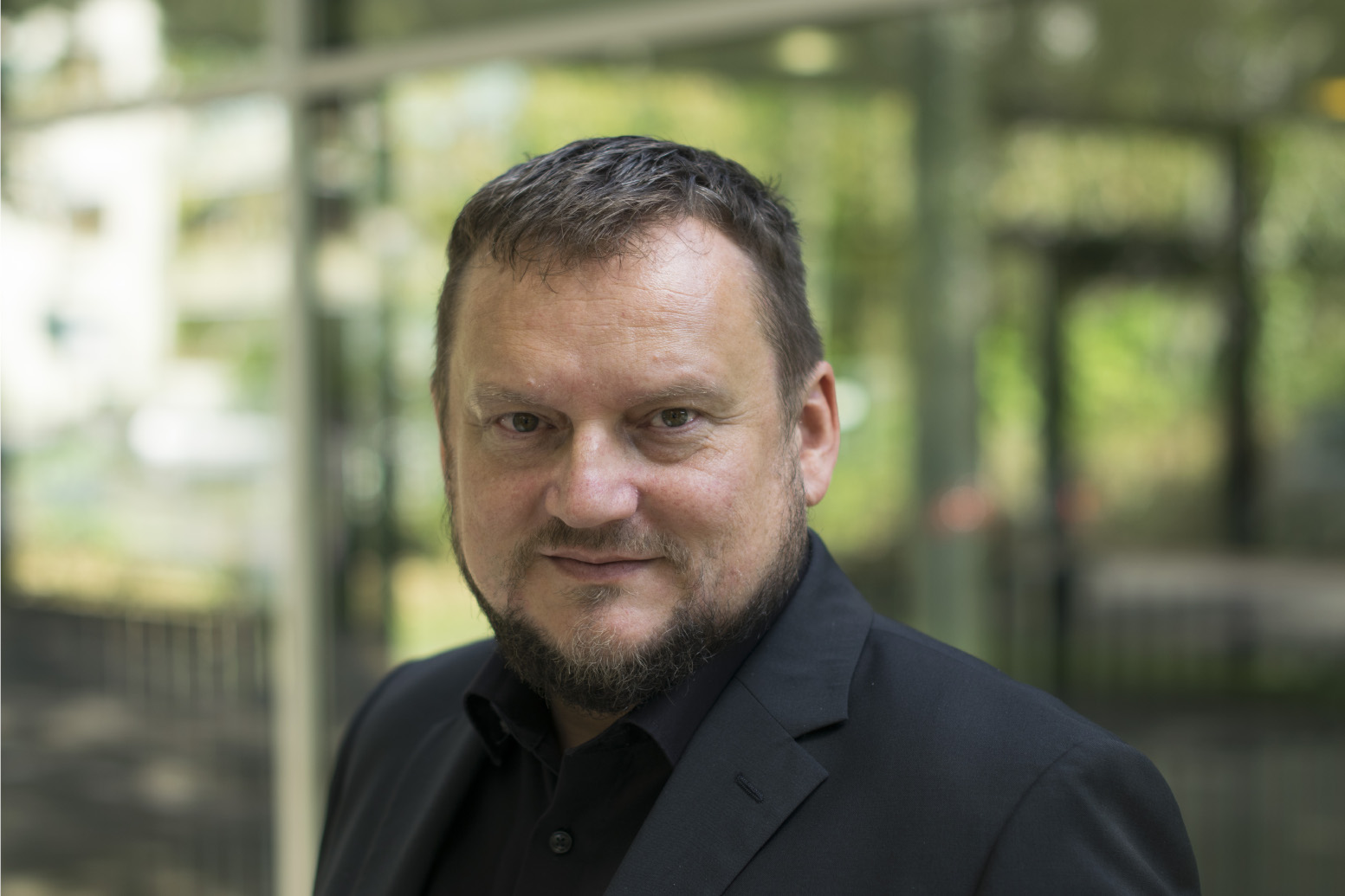
Uwe Ritzer

Uwe Ritzer (* 16. April 1965 in Pleinfeld) ist ein deutscher Journalist. Bekannt wurde er etwa ab 2012 insbesondere durch seine Recherchen und Artikel über das Justizversagen im Fall des Gustl Mollath.

## Leben und Wirken
Uwe Ritzer wollte nach eigener Angabe schon mit etwa 13 Jahren Journalist werden. Nach einem Volontariat bei den Nürnberger Nachrichten 1987 arbeitete Ritzer für verschiedene Regionalzeitungen und lokale Rundfunksender, von 1993 bis Ende 2004 war er Lokalredakteur beim Weißenburger Tagblatt, zuletzt als Redaktionsleiter. Ab 1998 war er freier Mitarbeiter des Bayernteils der Süddeutschen Zeitung. Seit 2005 ist er Wirtschaftskorrespondent und Investigativreporter bei der SZ.
Sein 2023 im Penguin-Verlag erschienenes Buch Zwischen Dürre und Flut – Deutschland vor dem Wassernotstand: Was jetzt passieren muss, das die aktuellen Wasserprobleme in Deutschland beschreibt, wurde bereits nach wenigen Wochen am 18. Mai 2023 auf der Spiegel-Bestsellerliste aufgeführt.

## Auszeichnungen
2007 wurde er zusammen mit seinen SZ-Kollegen Hans Leyendecker, Klaus Ott und Markus Balser mit dem Henri-Nannen-Preis in der Kategorie Beste investigative Leistung für die Berichterstattung über die Schmiergeldaffäre im Unternehmen Siemens ausgezeichnet. Im Dezember 2007 erhielt er den Medienpreis der Sparda Stiftung.
Bekannt wurde er Ende 2012 durch Recherchen und Artikel über den Fall Gustl Mollath, für die er zusammen mit seinem Kollegen Olaf Przybilla 2013 mit dem 3. Platz des Wächterpreises der deutschen Tagespresse ausgezeichnet wurde. Im Juni 2013 erschien das Buch, das er mit Olaf Przybilla über diese Affäre verfasste.
Im Juli 2014 wurde Ritzer gemeinsam mit Bastian Obermayer der „Leuchtturm-Preis für besondere publizistische Leistungen“ des Netzwerks Recherche verliehen. Sie hatten Manipulationen bei der Vergabe des Autopreises „Gelber Engel“ und weitere Missstände beim ADAC aufgedeckt.
Für diese Arbeit bekamen Ritzer und Obermayer im April 2015 auch den 1. Preis des Wächterpreises der deutschen Tagespresse.
2023 wurde das Buch Zwischen Dürre und Flut. Deutschland vor dem Wassernotstand: Was jetzt passieren muss. für die Wahl zum Wissensbuch des Jahres 2023 nominiert.
Ebenfalls 2023 wurde Uwe Ritzer mit dem Award „Wirtschaftsjournalistinnen und Wirtschaftsjournalisten des Jahres“ für den Fachbereich Verbraucher/Finanzen ausgezeichnet.

## Veröffentlichungen
- mit Gisela Lipsky und Barbara Neukam: Der Ausflugs-Verführer Fränkisches Seenland. Ars-Vivendi-Verlag, Cadolzburg 2006, ISBN 3-89716-701-8.
- mit Olaf Przybilla: Die Affäre Mollath. Der Mann, der zu viel wusste. Droemer, München 2013, ISBN 978-3-426-27622-8.
- mit Markus Balser: Lobbykratie. Wie die Wirtschaft sich Einfluss, Mehrheiten, Gesetze kauft. Droemer, München 2016, ISBN 978-3-426-27660-0, 2018 als Knaur-Taschenbuch ISBN 978-3-426-78742-7
- mit Roman Deininger: Markus Söder. Politik und Provokation. Die Biographie. Droemer, München 2018, ISBN 978-3-426-27726-3.
- mit Roman Deininger: Markus Söder. Der Schattenkanzler. Biographie. Droemer, München 2020, ISBN 978-3-426-27856-7.
- Zwischen Dürre und Flut. Deutschland vor dem Wassernotstand: Was jetzt passieren muss. Penguin Verlag, München 2023, ISBN 978-3-328-11028-6.
- Der Ausverkauf: Wasser, Boden, Rohstoffe. Wer mit unseren Ressourcen Profite macht und was wir dagegen tun können. Penguin Verlag, München 2025, ISBN 978-3-328-60406-8 (288 S.).